# Asemonea tenuipes
Asemonea tenuipes là một loài nhện trong họ Salticidae.
Loài này thuộc chi Asemonea. Asemonea tenuipes được Octavius Pickard-Cambridge miêu tả năm 1869.

## Hình ảnh

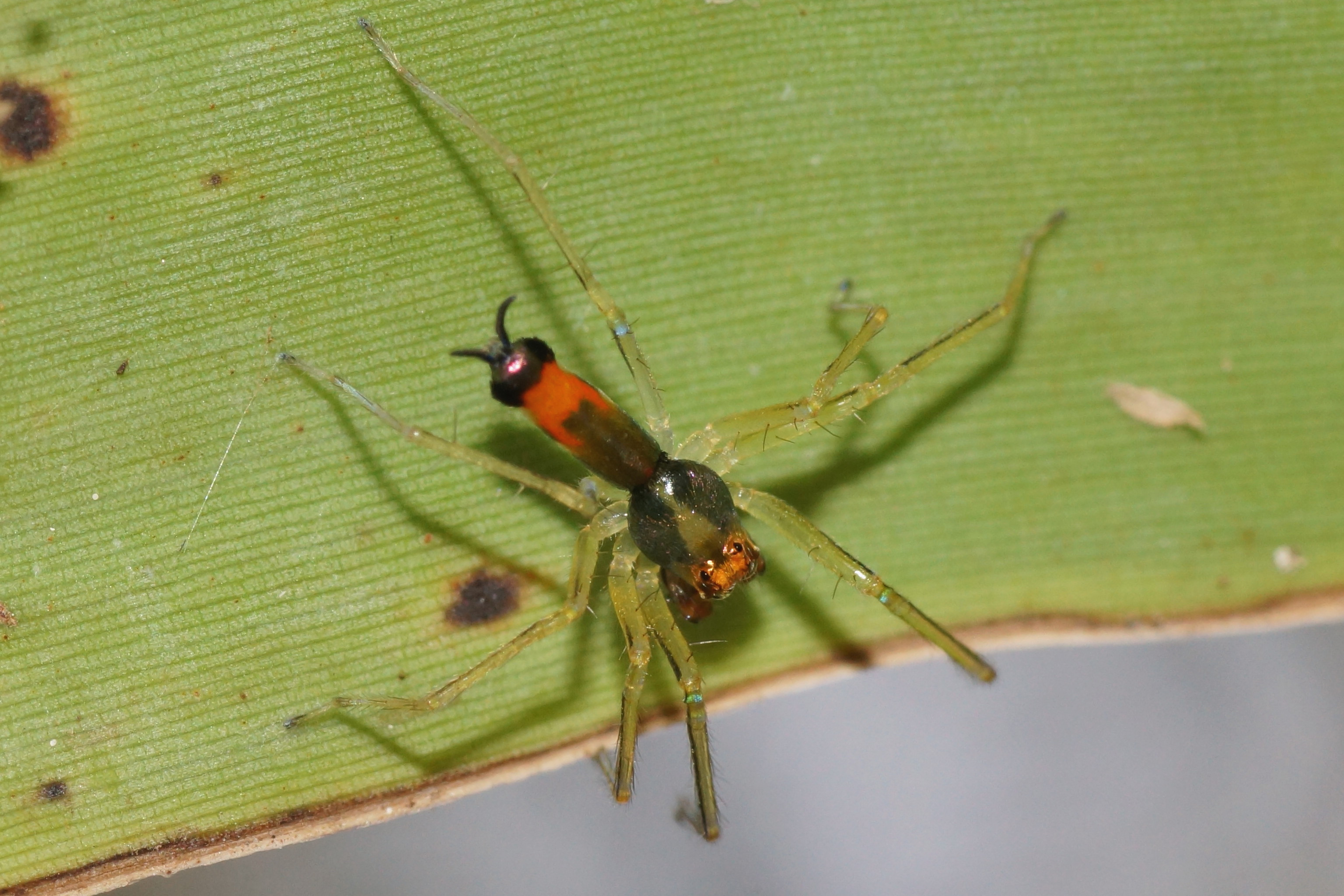